# Dolly Wells
Dorothy Perpetua "Dolly" Wells, född Gatacre, den 5 december 1971 i stadsdelen Merton i sydvästra London, är en brittisk skådespelerska och författare. Hon har bland annat gjort sig känd för att vara medskapare och huvudrollsinnehavare till komediserien Doll & Em (2014–2015), tillsammans med skådespelarkollegan Emily Mortimer. Hon har också medverkat i en del andra TV-serier i hemlandet Storbritannien samt i USA, bland annat i Star Stories (2006–2008), Blunt Talk (2015–2016), Dracula (2020), The Outlaws (2021) och Inside Man (2022).
Dolly Wells föddes i stadsdelen Merton i sydvästra London som det sjätte och yngsta barnet till komediskådespelaren John Wells och generaldirektörsdottern Teresa Chancellor, senare gift Gatacre. Hon hette fram till arton års ålder Gatacre (efter modern Teresas första make Edward Gatacre) i efternamn, då hon bytte över till den biologiske fadern Johns efternamn Wells. Hon är dessutom kusin med skådespelerskan Anna Chancellor, detta på modern Teresas sida.

## Filmografi (i urval)

### Filmer
- 1998 – Storm på kärlekens hav
- 2001 – Bridget Jones dagbok
- 2002 – The Gathering Storm (TV-film)
- 2002 – Morvern Callar
- 2003 – I Capture the Castle
- 2008 – Franklyn
- 2009 – Mr. Right
- 2015 – 45 år
- 2016 – Pride and Prejudice and Zombies
- 2016 – Bridget Jones's Baby
- 2017 – Izzy Gets the F*ck Across Town
- 2017 – Home Again – Kärleken flyttar in
- 2017 – I Do... Until I Don't
- 2018 – Boundaries
- 2018 – Way Out!
- 2018 – Can You Ever Forgive Me?
- 2020 – The Stand In
- 2024 – Babygirl

### TV-serier
- 1997 – The Bill (TV-serie)
- 1998 – Morden i Midsomer (TV-serie)
- 2003 – Peep Show (TV-serie) (även 2008)
- 2006 – Doctors (TV-serie)
- 2006–2008 – Star Stories (TV-serie)
- 2007 – The Mighty Boosh (TV-serie)
- 2007 – IT-supporten (TV-serie) (även 2010)
- 2011–2012 – Spy (TV-serie)
- 2012 – Casualty (TV-serie)
- 2014–2015 – Doll & Em (TV-serie)
- 2015–2016 – Blunt Talk (TV-serie)
- 2016 – Younger (TV-serie)
- 2018 – Portlandia (TV-serie)
- 2018 – Room 104 (TV-serie)
- 2020 – Dracula (TV-serie)
- 2021 – The Pursuit of Love (TV-serie)
- 2021 – The Outlaws (TV-serie)
- 2022 – Jorden runt på 80 dagar (TV-serie)
- 2022 – Inside Man (TV-serie)
- 2023 – And Just Like That... (TV-serie)
- 2024 – The Completely Made-Up Adventures of Dick Turpin (TV-serie)